# Карломан (крал на Бавария)
Карломан (на немски: Karlmann; на френски: Carloman); на латински: Karlomannus; 830 – 22 септември 880) е крал на Бавария (от 876 г.) и Италия (от 877 г.) от династията на Каролингите.

## Произход и управление
Карломан е най-големият син на Лудвиг II Немски, краля на Източно-франкското кралство (Германия) и Ема Баварска, дъщеря на Велф I.
През 861 г. Карломан подема въстание срещу баща си, а през 863 г. към новия метеж на Карломан се присъединяват и по-малките му братя Лудвиг III Младши и Карл III Дебели. През 864 г. Лудвиг Немски е принуден да отстъпи Бавария на Карломан, а на следващата година дава Саксония на Лудвиг Младши, а Швабия на Карл Дебели. По-късно Карломан се сдобрява с баща си и заедно се борят за имперската корона с император Лудвиг II.
След смъртта на баща му през 876 г. Германия е разделена между Карломан и братята му. През 877 умира кралят на Западно-франкското кралство Карл II Плешиви и това позволява на синовете на Лудвиг Немски да предявят претенции за неговото наследство. Карломан получава короната на Италия, а неговия по-млад брат Карл III Дебели става император. Но още през 879 Карломан развива паралич, и предчувствайки смъртта си, решава да раздели своите владения. Лудвиг Младши получава Бавария, а Карл Дебели – Италия. Карломан няма брак и съответно законни деца, но от някоя си Лиутсвинда има незаконнороден син – Арнулф, на когото завещава Херцогство Каринтия.
Карломан умира на 22 март 880.